# Brion, Ain
Brion är en kommun i departementet Ain i regionen Auvergne-Rhône-Alpes i östra Frankrike. Kommunen ligger  i kantonen Nantua som ligger i arrondissementet Nantua. Kommunens areal är 4,48 km². År 2022 hade Brion 591 invånare.

## Befolkningsutveckling
Antalet invånare i kommunen Brion
Referens: INSEE